# Tschereschenka (Wyschnyzja)
Tschereschenka (ukrainisch Черешенька; deutsch auch Czereszenka; rumänisch Cireșel bzw. Cereșenca, russisch Черешенка) ist ein Dorf im Rajon Wyschnyzja in der ukrainischen Oblast Tscherniwzi. Es liegt westlich der Stadt Storoschynez am Fluss Sereth, südwestlich von Czernowitz in der nördlichen Bukowina.
Am 16. September 2016 wurde das Dorf ein Teil der neu gegründeten Stadtgemeinde Wyschnyzja im Rajon Wyschnyzja, bis dahin bildete es die Landratsgemeinde Tschereschenka (Черешенська сільська рада/Tschereschenska silska rada) im Norden des Rajons.

## Geschichte
Die Ortschaft Cireșel war seit ihrer Gründung in der historischen Region der Bukowina bis 1775 Teil des Fürstentums Moldau.
Nachdem 1774 die Bukowina gegen Ende des Russisch-Osmanischen Kriegs (1768–1774) vom neutralen Österreich besetzt worden war, wurde dies 1775 im Frieden von Küçük Kaynarca bestätigt, offiziell als Dank für Österreichs „Vermittlerdienste“ zwischen den Kriegsgegnern. Dadurch war Czeresenka ein Teil Österreichs zuerst im Königreich Galizien und Lodomerien, ab 1849 im neu gegründeten Kronland Herzogtum Bukowina.
Das Dorf wurde 1849 dem Bezirk Wischnitz (Vijnița) zugeteilt und gehörte zu den Gütern der Familie Wassilko von Serecki, der zeitgenössische Name war unter österreichischer Herrschaft in polnischer Schreibweise Czereszenka.
Nach der Angliederung der Bukowina an das Königreich Rumänien am 27. November 1918 gehörte der Ort zum damaligen Bezirk Storojineț.
Damals bestand ein Großteil der Bevölkerung aus Ukrainern, doch gab es auch eine große rumänische Gemeinde. In der Zwischenkriegszeit wirkte hier desgleichen die Gesellschaft "Jugendbund Edelweiss".
Durch den Hitler-Stalin-Pakt bedingt, erfolgte die Annexion der Nordbukowina am 28. Juni 1940 und Cereșenca wurde ein Teil der Sowjetunion, dazwischen, von 1941 bis 1944 wiederum rumänisch, wurde die gesamte Region 1947 in die Ukrainischen SSR integriert und ist seit 1991 ein Teil der unabhängigen Republik Ukraine.

## Sehenswürdigkeiten
- Monument des Kampfes für die Freiheit der Ukraine im 20. Jahrhundert[5]